# Divisões administrativas da Islândia
Este artigo mostra as Divisões administrativas da Islândia.

## Contemporâneo

### Municípios

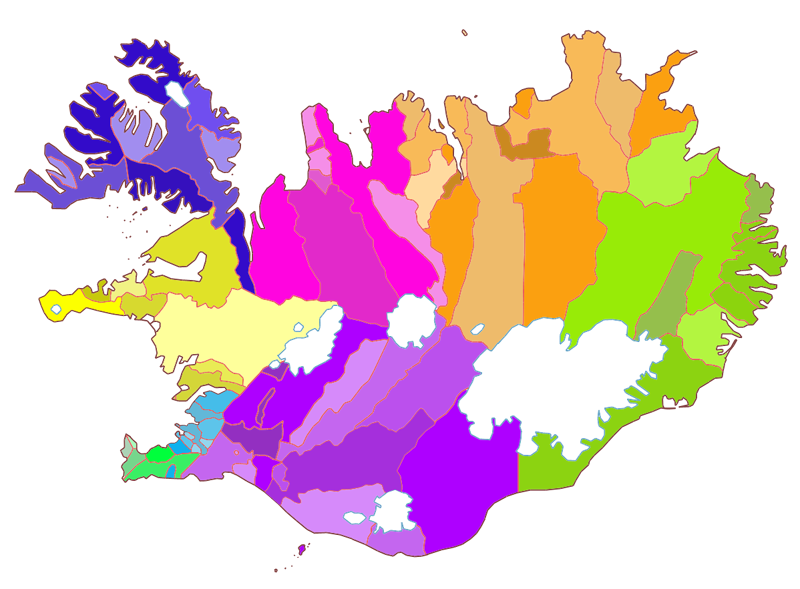
Os municípios da Islândia.

Há 79 municípios na Islândia (sveitarfélag), com autonomia política e competência para gerir os serviços básicos locais, em questões como jardins de infância, escolas primárias, gestão de resíduos, serviço social, habitação pública, transporte público, serviços a idosos e pessoas com deficiência.

De 4 em 4 anos, há eleições municipais, através das quais são eleitos os governos municipais.

Estas autarquias também são responsáveis pelos planos municipais, e podem  voluntariamente assumir outras funções, se tiverem o orçamento para isso. A autonomia dos municípios nos seus próprios assuntos é garantida pela constituição da Islândia.

### Condados

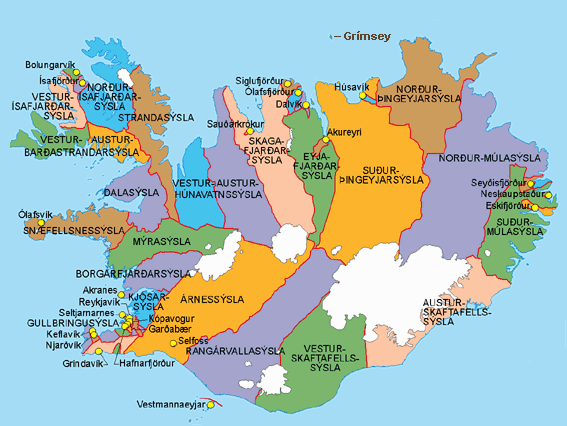
Os condados da Islândia.

Os 23 condados da Islândia (sýslur) são fundamentalmente divisões históricas. Atualmente, o país está dividido em 26 "sýslumenn", que representam o governo central na execução local de várias funções político-administrativas, entre as quais estão a polícia local (exceto em Reiquiavique, onde há um comissariado especial), a arrecadação tributária, as declarações de falência e o casamento civil.

### Regiões

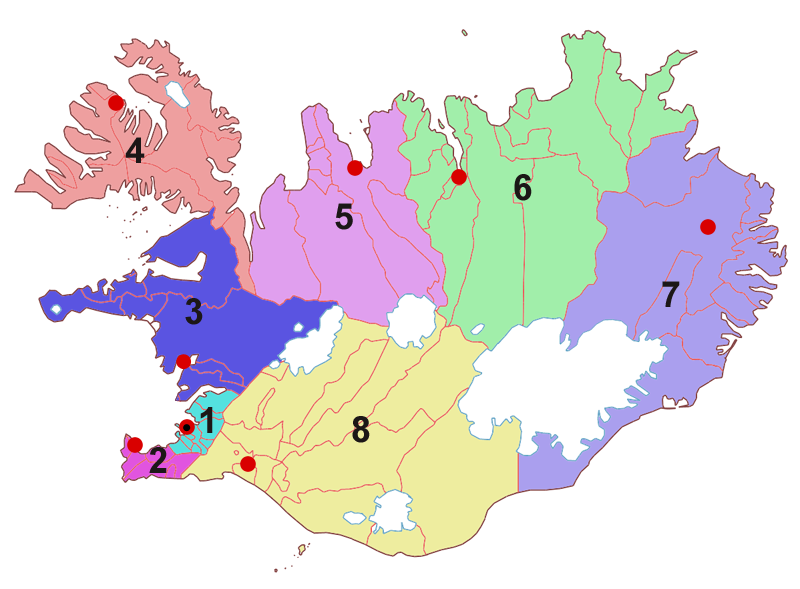
As 8 regiões da Islândia.

Há 8 regiões (landsvæði), que são utilizadas principalmente para fins estatísticos. As jurisdições dos tribunais distritais também usam uma versão mais antiga desta divisão.

### Distritos eleitorais

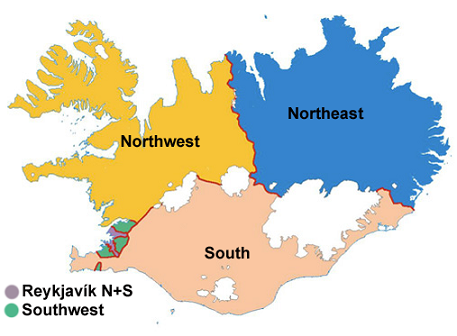
Distritos eleitorais da Islândia.

Até 2003, os distritos eleitorais (kjördæmi) para as eleições parlamentares eram os mesmos que as regiões. Por uma emenda à Constituição mudaram para os atuais 6 distritos eleitorais - 3 na capital Reiquiavique e 3 no resto da Islândia. A mudança foi feita de modo a equilibrar o peso de diferentes distritos do país já que um voto nas áreas pouco povoadas em todo o país contaria muito mais do que um voto lançado na área da cidade de Reykjavík. O desequilíbrio entre os distritos foi reduzido pelo novo sistema, mas ainda existe.

## Histórico

### Farthings

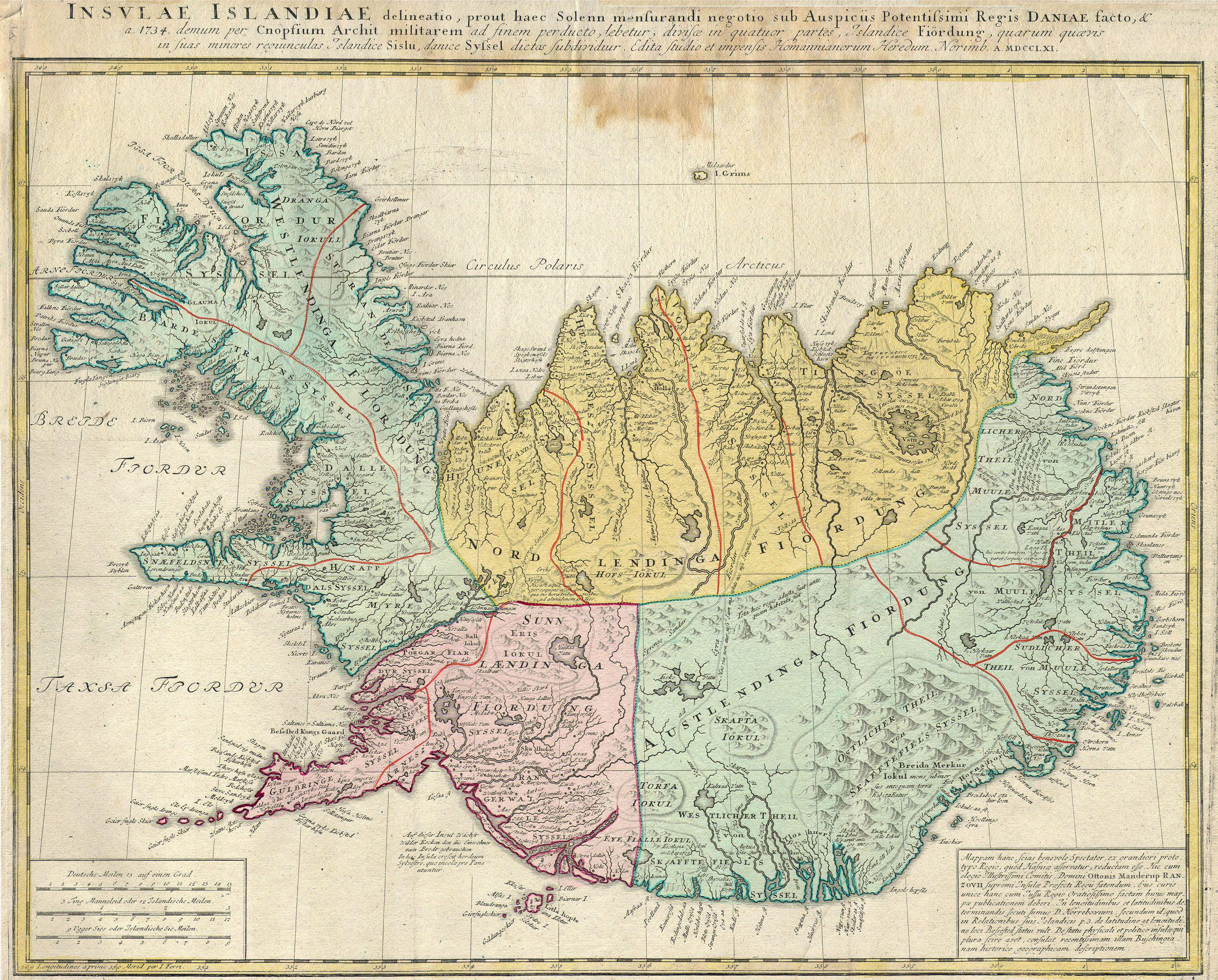
As Farthings históricas da Islândia em um mapa de 1761..

Historicamente, a Islândia foi dividida em farthings (islandês: landsfjórðungur (singular), landsfjórðungar (plural)), que foram nomeadas após a direção cardeal. Estas eram divisões administrativas estabelecidas em 965 com a finalidade de organizar assembleias regionais chamadas assembléias farthing (Islandês: fjórðungsþing) e para os tribunais regionais chamados tribunais farthing (Islandês: fjórðungsdómar). Cada farthing continha três assembléias locais (realizada na primavera e outono), exceto o Norðlendingafjórðungur que tinha quatro.